# Camponotus gombaki
Camponotus gombaki é uma espécie de inseto do gênero Camponotus, pertencente à família Formicidae.